# Seznam léčivých rostlin, D–Ď
Toto je seznam léčivých rostlin, jejichž český název začíná písmeny D a Ď.

CELÝ SEZNAM A-B-C-Č-D+Ď-E+F+G-H-Ch+I+J-K-L-M-N+O-P-R+Ř-S+Š-T+U-V+W+Y-Z+Ž

## D+Ď
| Český název (další českojazyčné a lidové názvy)                                                                           | Vědecký název                                  | Užívaná část                                             | Lékopisný název                                      | Charakteristika účinků a použití                                         | Botanické vyobrazení nebo fotka |
| --- | ---------------------------------------------- | -------------------------------------------------------- | ---------------------------------------------------- | ------------------------------------------------------------------------ | ------------------------------- |
| Damaroň bílá | Agathis dammara (Lamb.) (Rich.)                | pryskyřice                                               |                                                      | vykuřování                                                               |                                 |
| Damaroň jižní | Agathis australis (Don.)                       | pryskyřice                                               |                                                      | vykuřování                                                               |                                 |
| Damarovník obrovský | Shorea robusta (C.F.Gaertn.)                   |                                                          |                                                      |                                                                          |                                 |
| Datlovník kanárský | Phoenix canariensis (Chabaud) nom. cons. prop. |                                                          |                                                      |                                                                          |                                 |
| Datlovník pravý (Datlovník obecný)                                                                                        | Phoenix dactylifera (L.)                       |                                                          |                                                      |                                                                          |                                 |
| Datlovník pouštní | Balanites aegyptiaca (L.) (Del.)               | kůra, celý plod, jádro plodu – semeno                    |                                                      | léčení plicních chorob, projímadlo, hlístopudný (odčervující) prostředek |                                 |
| Dejvorec velkoplodý | Caucalis platycarpos (L.)                      |                                                          |                                                      |                                                                          |                                 |
| Denivka žlutá (lilie žlutá)                                                                                               | Hemerocallis fulva (L.)                        |                                                          |                                                      |                                                                          |                                 |
| Devaterník penízkový (sluneční květ)                                                                                      | Helianthemum nummularium (L.) (Mill.)          |                                                          |                                                      |                                                                          |                                 |
| Devětsil bílý | Petasites albus (L.) (Gaertn.)                 |                                                          |                                                      |                                                                          |                                 |
| Devětsil lékařský (devětsil zvrhlý)                                                                                       | Petasites hybridus (L.)                        |                                                          |                                                      |                                                                          |                                 |
| Dvouřadec pozdní (diplachne pozdní, bezkolenec)                                                                           | Cleistogenes serotina (L.) (Keng)              |                                                          |                                                      |                                                                          |                                 |
| Divizna velkokvětá (petrova hůl, psí ocas, svíce královská)                                                               | Verbascum densiflorum (Bertol.)                | květ                                                     | Flos verbasci                                        |                                                                          |                                 |
| Dobromysl obecná | Origanum vulgare (L.)                          | nať, čerstvá kvetoucí rostlina                           | Herba origani, Origanum vulgare                      | proti křečím při poruchách menstruace a nadýmání, posiluje žaludek       |                                 |
| Dosna indická (kana indická, luciferka)                                                                                   | Canna indica (L.)                              |                                                          |                                                      |                                                                          |                                 |
| Dračinec obrovský (červená pryskyřice, dračí krev, dračí strom, ladel dračí)                                              | Dracaena draco (L.)                            |                                                          |                                                      |                                                                          |                                 |
| Drchnička rolní (červená drchička, kočičí mejdýlko, kuří mor samec, námožníček, žabí střevíc)                             | Lysimachia arvensis (L.) (U.Manns) (Anderb.)   |                                                          |                                                      |                                                                          |                                 |
| Drmek obecný (Abrahámův strom, česká oliva, vrba mořská)                                                                  | Vitex agnus-castus (L.)                        |                                                          |                                                      |                                                                          |                                 |
| Drnavec lékařský | Parietaria officinalis (L.)                    |                                                          |                                                      |                                                                          |                                 |
| Drobnokvět pobřežní (poříčník)                                                                                            | Corrigiola litoralis (L.)                      |                                                          |                                                      |                                                                          |                                 |
| Dřezovec trojtrnný (dragant, tragant)                                                                                     | Gleditsia triacanthos (L.)                     |                                                          |                                                      |                                                                          |                                 |
| Dřín obecný (dřín svída, dřínové jahůdky)                                                                                 | Cornus mas (L.)                                |                                                          |                                                      |                                                                          |                                 |
| Dřípatka horská (dřípatka horní)                                                                                          | Soldanella montana (Wild.)                     |                                                          |                                                      |                                                                          |                                 |
| Dřišťál obecný | Berberis vulgaris (L.)                         |                                                          |                                                      |                                                                          |                                 |
| Dub cer | Quercus cerris (L.)                            |                                                          |                                                      |                                                                          |                                 |
| Dub cesmínolistý (cesmínový strom)                                                                                        | Quercus ilex (L.)                              |                                                          |                                                      |                                                                          |                                 |
| Dub korkový | Quercus suber (L.)                             |                                                          |                                                      |                                                                          |                                 |
| Dub pýřitý (dub šípák) | Quercus pubescens (Willd.)                     |                                                          |                                                      |                                                                          |                                 |
| Dub letní (křemelák) | Quercus robur (L.)                             | kůra, čerstvá kůra mladých větví, suché plody se slupkou | Cortex quercus, Quercus e cortice, Quercus glandibus | adstrigens, léčba pokožky a sliznic                                      |                                 |
| Dub zimní (drnák) | Quercus petraea (Matt.) (Liebl.)               | kůra, čerstvá kůra mladých větví, suché plody se slupkou | Cortex quercus, Quercus e cortice, Quercus glandibus | adstrigens, léčba pokožky a sliznic                                      |                                 |
| Durian cibetkový (nepravé kaštany)                                                                                        | Durio zibethinus (L.)                          |                                                          |                                                      |                                                                          |                                 |
| Durman obecný (bodlákové jablko, bodlavý ježek, brantovní zelina, bugačka, bujačina, lilek potřeštěný, mašlák, purgácie…) | Datura stramonium                              | list                                                     | Stramonii folium                                     |                                                                          |                                 |
| Dvojštítek hladkoplodý (dvojštítek obecný, dvojštítek hladký, brejlovec, dvouštička)                                      | Biscutella laevigata (L.)                      |                                                          |                                                      |                                                                          |                                 |
| Dvouzubec trojdílný (cikánské vši, dvojzub, sviniveška, vodní vši)                                                        | Bidens tripartita (L.)                         |                                                          |                                                      |                                                                          |                                 |
| Dymnivka dutá (dutá podražice, holubí vole, husičky, hužvor, polní routka, slepičky, smetaník…)                           | Corydalis cava (L.)                            |                                                          |                                                      |                                                                          |                                 |
| Dýně meloun (meloun anannasový, meloun cukrový)                                                                           | Cucumis melo (L.)                              |                                                          |                                                      |                                                                          |                                 |